# Home (Blue October)
Home è l'ottavo album in studio del gruppo musicale statunitense Blue October, pubblicato nel 2016.

## Tracce
1. Coal Makes Diamonds – 5:04 (Ju. Furstenfeld, Matt Noveskey, Steve Schiltz)
2. Driver – 4:42 (Ju. Furstenfeld, Jeremy Furstenfeld)
3. Heart Go Bang – 4:34
4. I Want It – 4:37
5. Home – 4:07
6. We Know Where You Go – 4:24
7. The Lucky One – 5:40 (Ju. Furstenfeld, Matt Noveskey)
8. Break Ground – 3:53
9. Leave It in the Dressing Room (Shake It Up) – 4:05 (Ju. Furstenfeld, Matt Noveskey, Steve Schiltz, Tim Palmer)
10. Houston Heights – 3:17 (Ju. Furstenfeld, Matt Noveskey)
11. Time Changes Everything – 7:54 (Ju. Furstenfeld, Ryan Delahoussaye)
12. The Still – 3:54

- Tracce Bonus

1. Heart Go Bang (The Egg Night Mix) – 4:49
2. Home (Tim Palmer Mix) – 4:05

## Formazione
- Justin Furstenfeld – voce, chitarra
- Matt Noveskey – basso
- Jeremy Furstenfeld – batteria, percussioni
- Ryan Delahoussaye – violino, tastiera
- C.B. Hudson – chitarra
- Steve Schiltz – chitarra (tracce 1-4, 6, 9)
- Matt Chamberlain - batteria (5)